# Missat samtal
Ett missat samtal är ett telefonsamtal som avsiktligt avslutas av uppringaren innan mottagaren hinner svara för att kunna kommunicera ett förutbestämt meddelande. Det är en form av ett-bitars meddelandehantering.
Missade samtal är vanliga i tillväxtmarknader där mobiltelefoner med begränsad användning för utgående samtal används. Eftersom samtalet inte kopplas upp och slutförs, kostar det inte uppringaren något, vilket innebär att denna kan spara sitt kontantkortssaldo. Specifika mönster av upprepade missade samtal har utvecklats i en del länder för att ange specifika meddelanden. Missade samtal benämns i vissa delar av Afrika som beeping, memancing (fiske) i Indonesien, flashing i Nigeria, flashcall i Pakistan och miskol i Filippinerna.
Missade samtal är särskilt vanliga i Indien, där de har utvecklats till en form av marknadskommunikation, där användare kan "missa ett samtal" från specifika nummer och få ett samtal eller sms tillbaka som innehåller marknadsföring och annat innehåll. Andra typer av tjänster har också utvecklats runt användandet av missade samtal, primärt för att utnyttja det faktum att smartmobiler inte är så vanliga i Indien.